# Rubinstrube
Rubinstruben (Archilochus colubris) er en kolibri. Fuglen lever i Mellemamerika om vinteren, men for at yngle trækker en del af bestanden om sommeren så langt mod nord som Canada. En rejse på 3000 km. Den vejer 3 gram og har en længde på 9 cm.